# Demoiselles de Cherbourg
 (août 2014).
Les demoiselles de Cherbourg sont de petits homards cuits au court-bouillon, dans leur jus de cuisson.
Le terme est usité depuis au moins 1908 : Marcel Plantevignes le mentionne dans son livre Avec Marcel Proust (page 321 et 336), expliquant que l'écrivain mangeait de petits homards à l'Hostellerie de Guillaume le Conquérant, à Dives-sur-Mer.

## Préparations
- À la nage
- À la crème
- En Bellevue[2]
- À la Marcel Boulenger[3]
- Etc.